# Giovanni Delago
Giovanni Delago (Ortisei, 31 gennaio 1903 – Merano, 14 agosto 1987) è stato un fondista italiano.

## Biografia
Nato nel 1904 a Selva di Val Gardena, in Alto Adige, a 28 anni partecipò ai Giochi olimpici di Lake Placid 1932, non terminando la 50 km.
Ai campionati italiani vinse un argento nella 50 km nel 1931.